# Water start
Le waterstart (de l'anglais « Départ de l'eau ») est une manœuvre de planche à voile consistant à démarrer ou à se remettre en position de navigation après une chute en utilisant presque exclusivement la force du vent. Maîtriser cette technique devient rapidement un impératif dans des conditions de navigations autre que la mer d'huile ou le léger clapot et à partir de Beaufort 3.
C'est la manœuvre privilégiée pour la pratique sur planches courtes et rapides (dites funboard) utilisées par vents médium à forts, elle peut toutefois être utilisée aussi sur des planches plus grandes comme celles destinées à la régate sur parcours olympique si le vent le permet.

## Avantages
Le waterstart permet un départ bien plus rapide que le départ au tire-veille. Outre le confort apporté, la rapidité permet, dans des conditions moyennes ou difficiles de navigation, de repartir en évitant les déferlantes, inconfortables et dangereuses par mer forte ou en haut-fond. 
Les chutes au démarrage (par la technique classique du tire veille) peuvent également coûter très cher en matériel dans ce dernier cas, en effet le planchiste qui fait des chutes à répétition peut être poussé dans la zône de déferlante et son matériel être réexpédié violemment à la plage sans lui (voile déchirée, mât ou wishbone brisé) .
Avec la technique du waterstart, même  s'il n'arrive pas à démarrer, le planchiste poussé dans les rouleaux déferlants pourra se cramponner à son mât en agissant comme une ancre flottante, empêcher le mât ou le wishbone de se planter dans le fond, ce qui lui vaudra un retour à la plage, certes peu glorieux, mais sans casse.
Une fois la technique maîtrisée, elle s'effectue, à partir de Beaufort 3 avec facilité et se révèle bien moins fatigante que le départ au tire-veille.

### Tire-veille ou en Waterstart?....affaire de poids (du planchiste) de volume (de la planche) .....et de l'environnement (force du vent)
Certaines planches ne supportent pas le poids du planchiste, ou encore surnagent à peine et sont très instables lorsqu'on cherche à se tenir debout dessus à l'arrêt pour lever la voile; Il n'y a pas de règle absolue, et dans certaines conditions les deux options sont possibles.
Une planche est considérée comme "sinker" (littéralement "couleuse") lorsqu'elle ne porte pas le poids du planchiste à l'arrêt.
Une adolescente sportive pesant 45 kilos peut (avec beaucoup de dextérité et d'entraînement) relever classiquement la voile au tire-veille sur une planche de 80 litres de volume, mais un gaillard taillé en pilier de rugby (90 kilos) aura bien du mal à effectuer cette même manœuvre sur un flotteur de 140 litres de volume (qui sera considéré dans son cas comme un "sinker"), il peut par contre démarrer en waterstart sur le flotteur de 80 litres et le lancer suffisamment vite pour que la planche navigue comme un ski nautique en déjaugeant et en planant, son poids respectable lui permettant même de"tenir" une voile plus grande et d'aller plus vite que l'adolescente de 45 kg équipée du même flotteur de 80 L.
Les recordmen de vitesse en planche à voile sont presque toujours des grands gabarits (Pascal Maka, Thierry Bielak, Feinan Maynard, ou Antoine Albeau, recordmen mondiaux successifs de vitesse en planche à voile étaient tous des "armoires à glace" et utilisaient des flotteurs à peine plus porteurs qu'un monoski nautique).
Il va sans dire qu'ils utilisaient tous la technique du waterstart pour se lancer sur leur parcours chronométré.
Comme la première phase  du Waterstart consiste à se faire soulever de l'eau par la voile (utilisée comme une sorte de parachute ascensionnel) il faut que le vent soit suffisamment fort et/ou la voile suffisamment grande pour que sa poussée vélique puisse soulever le poids du planchiste.
Le planchiste qui navigue sur un petit flotteur "sinker" doit d'ailleurs se méfier si le vent tend à mollir et ne pas trop prolonger sa session de navigation: Si le vent mollit pour de bon (même sans aller jusqu'au calme plat) il peut devenir impossible pour lui de redémarrer et de rentrer à terre, une situation qui peut aller du ridicule au franchement dangereux, si le vent (même affaibli),ou le courant de marée, tend à l'éloigner vers le large.

### Technique et apprentissage du Waterstart
La technique du waterstart est fondamentalement différente de celle du départ au tire-veille et demande un réapprentissage quasi complet de la phase de démarrage, les acquis antérieurs ne redevenant utiles et applicables qu'une fois la planche lancée en accélération.
La voile doit être décollée de l'eau dans une position précise (voile du côté au vent du flotteur, mât vers l'avant) mais comme il existe trois autres positions défavorables : Voile sous le vent avec mât vers l'arrière ou vers l'avant, voile au vent mais avec le mât vers l'arrière, et que de plus , en cas de chute la voile se rabat généralement vers le côté sous le vent, le premier travail d'apprentissage consiste à remettre la voile  en bonne position et à orienter le flotteur dans le sens du départ (il doit pointer à 45° en dessous du vent de travers soit l'allure dénommée grand largue par les marins).
Ceci se fait à la nage et peut être épuisant pour un néophyte. Il est conseillé de porter une combinaison et un harnais ayant une bonne flottabilité, voire de se donner une flottabilité supplémentaire en portant un gilet de sauvetage léger (type Kayak 50 Newtons) laissant une grande aisance de mouvements.
Il esiste des "trucs" pour positionner sans trop d'efforts la voile et la planche dans la position désirée: si le mât est vers l'arrière, le planchiste peut soulever l'extrémité opposée du wishbone (le point d'écoute de la voile), le vent prenant en dessous retourne alors la voile comme une crêpe la plaçant en bonne position.
Il peut aussi agir comme ancre flottante en saisissant tel ou tel point du flotteur ou du gréement de façon que ce soit la force du vent qui place correctement la voile ou le flotteur, ce qui est moins fatigant que de faire la même chose en brassant.
Il peut aussi appuyer sur le nez ou sur l'arrière de la planche pour la faire passer sous le wishbone en la coulant pendant quelques instants. Toutes ces manœuvres et ces trucs procèdent de l'esprit du judo: Utiliser à son propre avantage la force de l'adversaire (ici le vent) pour mieux le maîtriser.
Une fois la voile et le flotteur correctement positionnés, la phase de démarrage  proprement dite peut commencer.
Décoller la voile de l'eau peut être fatigant surtout si on n'a pas de flottabilité suffisante:
Là encore il existe des astuces comme se placer dos au vent et face au mât et le saisir à deux mains en exerçant une traction sèche vers soi. Le vent en s'engouffrant sous la voile la décolle de l'eau et, si on se cramponne bien, le point d'écoute, d'abord bloqué dans l'eau, se décollera aussi. 
Une autre technique,utilisée si la planche est suffisamment longue et son arrière suffisamment volumineux, consiste à couler l'arrière du flotteur en l'engageant sous la partie la plus convexe du wishbone (qui est aussi l'emplacement du foyer aérodynamique de la poussée vélique): ainsi la planche en remontant fera facilement décoller la voile de l'eau, et le planchiste n'aura plus qu'à saisir le wishbone au bon endroit et à le manœuvrer pour opérer le décollage de l'eau.
Pour que la transition sortie de voile /démarrage puisse s'opérer correctement, il faut que le flotteur soit parfaitement orienté par rapport à la voile, pointant  environ à 135° du vent 
(allure dite du grand largue)...et qu'il y reste,  ce qui n'est pas évident,s'agissant d'un objet mobile soumis à des forces contradictoires à la limite de deux milieux ...tout aussi mobiles.
Une fois la voile décollée de l'eau, il faut lui donner sa portance maximum en "fermant" son angle d'incidence par rapport au vent (border la voile en termes de marine classique), ceci se fait avec le bras arrière qui agit comme une écoute. ceci ne suffit pas en général à décoller le planchiste de l'eau. 
En effet , la voile , au ras de l'eau travaille dans un vent ralenti par la friction superficielle et est souvent masquée par la crête des vagues, d'autre part la force de la voile est fonction de la projection géométrique de sa surface sur un plan vertical . 
Tout l'art du maniement de la voile dans un waterstart consiste donc à la redresser en dépliant les bras (voire en pédalant avec les pieds) tout en gardant le bras arrière (ou bras écoute) assez "bordé (plié) pour créer une portance suffisante pour soulever le poids du planchiste (régler assez bas la fixation du wishbone sur le mât améliore les choses par effet de levier si le vent n'est pas tout à fait assez fort). 
Le rôle de la voile et de son réglage ne s'arrête pas là: en effet, la poussée du mât sur le flotteur agit sur son orientation (voile à plat) et ensuite sur son assiette (voile demi levée ou levée) Le planchiste doit en tenir compte pour maintenir la planche dans la bonne orientation (entre vent de travers et grand largue). 
Cette commande est appelée commande de perche (comme pour un enfant qui oriente son voilier-jouet à l'aide d'une perche avant de le lancer sur une pièce d'eau). 
Une fois la voile redressée la comression du mât agit sur l'assiette du flotteur en enfonçant plus ou moins l'avant (cette commande était appeléele " troisième pied" par le champion et pionnier Robby Naish).
La dernière phase est "l'atterrissage" du planchiste sur son flotteur :une mauvaise utilisation de la pousssée des pieds peut être désastreuse , envoyer le flotteur au lof et faire rater toute la manœuvre : l'usage des pieds et des jambes doit être aussi subtil et dosé que l'action des bras est tonique et vigoureuse. Il faut surtout se garder de trop pousser à l'horizontale avec le pied arrière. Une fois le planchiste redressé, il ne reste plus qu'à corriger l'assiette et la direction pour lancer la planche au planing à grande vitesse et se griser de vitesse et d'embruns.
Le waterstart est donc une manœuvre qui nécessite de la force mais aussi de la souplesse et qui ne s'assimile pas en un jour. 
Il est conseillé de commencer par une manœuvre intermédiaire dite de beach start (départ de la plage) : en se plaçant sur un banc de sable où il a de l'eau jusqu'à mi cuisse (pour dégager l'aileron du sable tout en gardant un appui sur le fond) le planchiste peut travailler l'orientation du flotteur avec la commande "perche" , mieux border sa voile et prendre appui sur le fond pour monter sur son flotteur. Ce démarrage est bien plus facile que le vrai waterstart et permet de travailler tranquillement les diverses astuces de manœuvre avant de se lancer.
Attention toutefois: si le vent est parallèle à la plage (Side shore en jargon de planchiste) , le planchiste risque fort de tomber à l'eau après la griserie d'un premier bord ....et de s'apercevoir qu'il n'a plus pied là où il est tombé, ce qui augure mal de son retour à la plage.
Les conditions facilitantes pour s'entraîner au Waterstart sont : 1°  Un vent suffisamment fort, régulier et bien établi pour lever le planchiste de l'eau. 2°Une voile de la taille adaptée à la force du vent et au poids du planchiste 3° Un plan d'eau relativement plat (les évolutions dans les grosses déferlantes sont très spectaculaires mais réservées aux experts bien entraînés), 4° Un vent qui ramène à terre ou au moins qui n'entraîne pas au large. 5° Un flotteur suffisamment volumineux pour pouvoir utiliser la technique classique de lever de voile au tire veille si le vent mollit 6° Un équipement personnel de bonne qualité : combinaison isothermique (qui donne de la flottabilité et permet de moins s'épuiser par perte calorique, seules les eaux tropicales ou à la rigueur la Méditerranée en été permettant de pratiquer en bermuda), harnais et boucles de harnais de bonne qualité et bien réglés, flottabilité additionnelle (filet de kayak 50 N) pour les débutants.